# Уолден, Джон
Джон Батлер Уолден (англ. John Butler Walden), также известный как Джек Уолден (англ. Jack Walden; 12 декабря 1939, Тундуру, Танганьика — 7 июля 2002, Мбея, Танзания), — танзанийский офицер, известный по прозвищу «Чёрная мамба». Родом из смешанной семьи. После окончания школы в 1957 году он поступил на службу в британские силы, располагавшиеся в Танганьике, — королевские африканские стрелки, дослужившись до сержанта, а после достижения независимости его приняли в отряд танганийских стрелков, силы обороны страны. Уже в апреле 1963 года Джону присвоили звание лейтенанта, а в дальнейшем, в ранге майора, он служил в лагере в Мафинге. В 1978—1979 годах Джон командовал 207 бригадой Народных сил обороны Танзании в ходе Угандийско-танзанийской войны в ранге бригадира, участвуя в большинстве сражений той войны, включая штурм Кампалы. В 1987 году его возвели в ранг генерал-майора и назначили командиром анти-браконьерской операции.
Одна из легендарных личностей армии Танзании.

## Биография

### Ранние годы
Джон Батлер Уолден родился 12 декабря 1939 года в Тундуру, на юге британского мандата Танганьика. Его отец, британец Стэнли Артур Уолдер, работал комиссаром империи в одноимённом дистрикте. Мать, Вайолет Намбела, была дочерью Эндрю Синкала, чиновника охотничьего департамента Тундуру. В те годы подобные смешанные браки были редкостью.
В 1941 году Джон переехал к своей бабушке в Мбея, а год спустя его отца перевели в Нджомбе, Иринга, и сын приехал к отцу. Три года спустя Джона зарегистрировали для прохождения обучения в христианскую школе-интернате для мулатов Тосамаганга, куда поступил и его брат. Здесь они не имели возможности общаться с отцом, зато сблизились с несколькими членами церковных орденов. С матерью же контакт ограничивали из-за расы последней. Джон окончил начальную школу в 1952 году, и продолжил получать здесь среднее образование, окончив уже последний, 10 класс, в 1956 году.

### Военная служба
В следующем, 1957 году, Джона Уолдена приняли в подразделение британской императорской армии в Африке — королевские африканские стрелки. Увидев объявление о наборе сюда, Джон отказался служить в военно-морском флоте и записался в сухопутные отряды, прибыв в казармы Колито в Дар-эс-Саламе. С детства ищущий приключений, он рассматривал военную службу лишь как очередной способ почерпнуть адреналина. Из-за нехватки административного персонала в учебном отделе Джон несколько месяцев работал клерком прежде чем в июле приступил к формальному военному обучению. В феврале 1958 года он его завершил и направился в роту «А» шестого батальона стрелков в Колито. Уже примерно через два месяца Джон получил повышение в звании до младшего капрала. В начале 1958 года Уолдена направили в Накуру для обучения ведению складского хозяйства. После окончания обучения он вернулся в Колито, хотя его роту уже направили на Маврикий, где она приступила к выполнению стандартных гарнизонных обязанностей. В следующем году Джон присоединился к своему подразделению и служил на острове в качестве кладовщика, выполнял административные обязанности и функции переводчика для командира подрайона. В 1960 году на остров обрушился циклон, и Уолдену поручили координировать с Красным Крестом распределение предметов первой необходимости. После этого рота «А» вернулась в Дар-эс-Салам и пробыла там один или два месяца, а затем её перевели в Шиньянгу.
В декабре следующего, 1961 года провинция Танганьика получила независимость как одноимённая республика, а шестой батальон стрелков со всеми ротами стал частью армии нового государства. В 1962 году Уолден в ранге сержанта стал квартирмейстером. С помощью командира своего подразделения он смог пройти несколько специализированных курсов обучения. В конце 1962 года Джона зачислили в офицерскую кадетскую школу в Олдершоте. Он окончил её в апреле 1963 года с присвоением звания лейтенанта, став командиром взвода «Б» 1 танганийского батальона стрелков в Колито. Примерно в это время Уолден выбрал в качестве своего военно-офицерского псевдонима «Чёрную мамбу», название африканской ядовитой змеи. Джон был искусным стрелком. В конце 60-х годов он выполнял различные обязанности, в том числе командовал лагерем Национальной службы Танзании в Мафинге, Иринга, находясь при этом в звании майора. В 1975 году он направился военным атташе в Мозамбик когда страна получила независимость.
В 1978 году, с началом Угандийско-танзанийской войны, Уолден получил звание бригадира и должность командира 207 бригады Народных сил обороны Танзании. В конце 1978 года угандийские войска заняли территорию на севере Танзании, и во время контратаки Танзании Уолден и его люди захватили заповедник Минзиро и сахарную плантацию, а уже в начале следующего года войска Танзании вторглись в Уганду. Перед бригадой Джона поставили задачу ликвидировать гарнизон противника в Катере. Войска Уолдена по его команде выдвинулись по затопленной тропе через болото, чтобы атаковать город без угрозы контрудара со стороны угандийских войск. Переход занял 50 часов. Бригада преодолела путь в глубокой воде в одиночку, даже ненадолго потеряв какую-либо связь со штабом поскольку рации из-за сырости вышли из строя. Добравшись до места назначения, силы Уолдена выполнили поставленную перед ними задачу, захватив город и ликвидировав врага, вытеснив его из города артиллерийским огнём. Из-за этого подразделение получило прозвище «бригада-амфибия». 24 февраля бригада Уолдена принимала участие в захвате Масаки. Уже 10 апреля армия Танзании приступила к штурму столицы страны, Кампалы. «Бригида-амфибия» штурмовала город с запада. Уолден же лично руководил штурмом резиденции Иди Амина. После окончания битвы его бригаде поручили занять всю Кампалу и поддерживать порядок. Два года спустя именно Джон был ответственен за организацию вывода войск в Уганду.
В 1985 году Джулиус Ньерере, президент Танзании, ушел в отставку, и его сменил Али Хасан Мвиньи. В 1988 году он рассматривал возможность назначения Уолдена командующим всех Народных сил обороны Танзании, но отказал ему в этом назначении. Скорее всего президент позвонил ему лично и заявил, что по внутренним, неизвестным причинам не может назначить Джона на эту должность, хотя и считает его наиболее квалифицированным офицером. За год до этого президент возвёл Уолдена в чин генерал-майора. В 1989 году его назначили командиром операции «Ухай» по борьбе с браконьерами на землях Танзании. Он провёл несколько ночей, возглавляя патрулирование диких животных в пустыне, и успешно сократил незаконную охоту на слонов. В 1997 Уолден был танзанийским военным атташе в Лондоне, где его также называли Джек, после чего покинул армию окончательно. 7 июля 2002 года он скончался в Мбее, где его и похоронили.